# فريديريك باير
فريديريك باير (6 جوان 1825 م في فوبرتال - 6 ماي 1880 م في فورتسبورغ) مؤسس ما أصبح يعرف بباير المؤسسة الكيميائية والصيدلانية الألمانية، أسسها رفقت خوان فريديريك ويسكوت (Johann Friedrich Weskott) عام 1863 م باٍلبرفيلد.